# Танагра малоантильська
Тана́гра малоантильська (Stilpnia cucullata) — вид горобцеподібних птахів родини саякових (Thraupidae). Мешкає на Малих Антильських островах.

## Підвиди
Виділяють два підвидів:
- S. c. versicolor (Lawrence, 1878) — острів Сент-Вінсент;
- S. c. cucullata (Swainson, 1834) — острів Гренада.

Деякі дослідники виділяють підвид S. c. versicolor у окремий вид Stilpnia versicolor

## Поширення і екологія
Малоантильські танагри мешкають на Гренаді та на Сент-Вінсенті і Гренадинах. Вони живуть у вологих рівнинних і гірських тропічних лісах та чагарникових заростях, на узліссях і галявинах, в рідколіссях, на плантаціях, в парках і садах. Живляться плодами і комахами. Гніздяться в чагарниках або на деревах, в кладці 2 яйця.